# Simpkins' Sunday Dinner
Simpkins' Sunday Dinner  è un cortometraggio muto del 1914 diretto da Hay Plumb.

## Trama
Qualcuno ha rubato la cena della domenica di Simpkins, così lui si mette a pescare.

## Produzione
Il film fu prodotto dalla Hepworth.

## Distribuzione
Distribuito dalla Hepworth, il film - un cortometraggio di 229 metri - uscì nelle sale cinematografiche britanniche nel settembre 1914.
Fu distrutto nel 1924 dallo stesso produttore, Cecil M. Hepworth. Fallito, in gravissime difficoltà finanziarie, Hepworth pensò in questo modo di poter almeno recuperare il nitrato d'argento della pellicola.